# Alter jüdischer Friedhof (Gołdap)

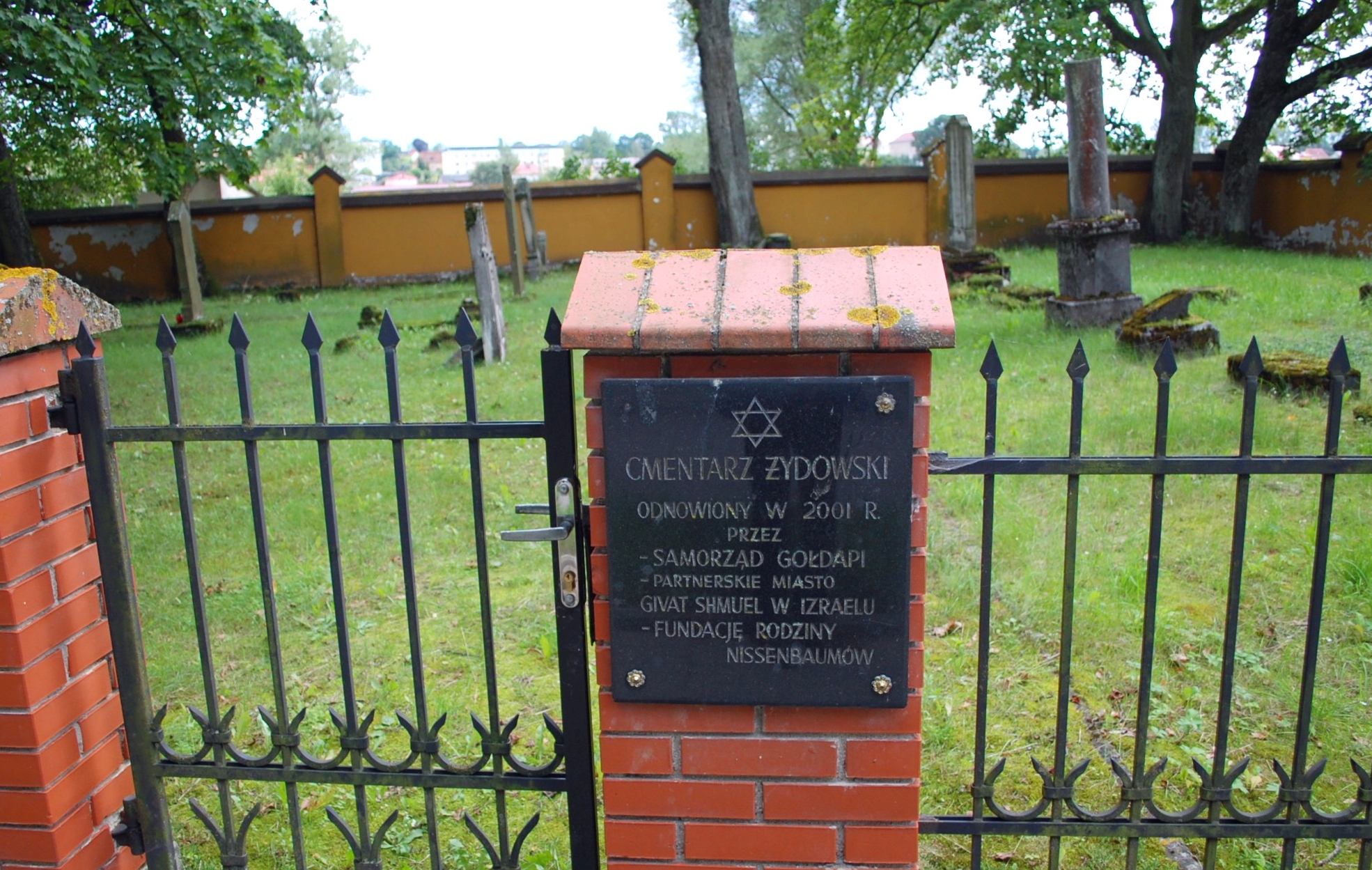
Alter jüdischer Friedhof in Gołdap

Der Alte jüdische Friedhof in Gołdap, einer polnischen Stadt in der Wojewodschaft Ermland-Masuren, wurde Anfang des 19. Jahrhunderts angelegt. 
Der jüdische Friedhof ist ein geschütztes Kulturdenkmal.
Auf dem 0,3 Hektar großen Friedhof sind heute nur noch wenige zerbrochene  Grabsteine erhalten.